# Bahnhof Pré-Saint-Didier

Der Bahnhof Pré-Saint-Didier (1940 bis 1946 italienisch San Desiderio Terme) ist der einzige Bahnhof in der Gemeinde Pré-Saint-Didier im Aostatal. Er ist der Endbahnhof der Bahnstrecke Aosta–Pré-Saint-Didier, auf der 2015 der Verkehr eingestellt wurde.

## Geschichte

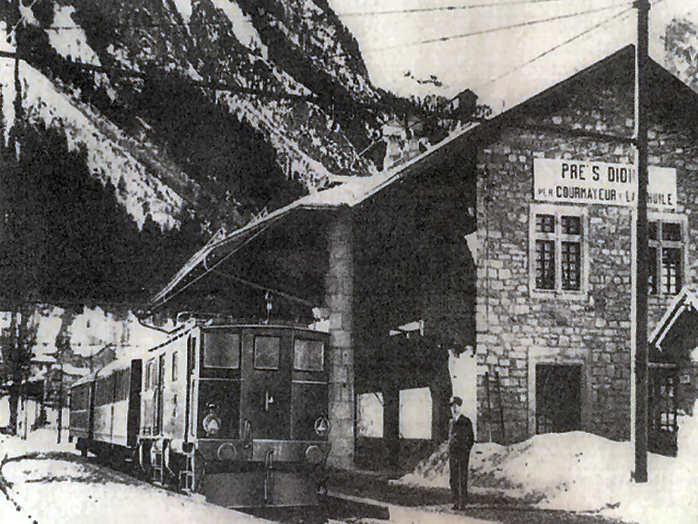
Zug mit einer Elektrolokomotive der Reihe E.1–E.4 im Bahnhof, zwischen 1929 und 1931

Der Bahnhof Pré-Saint-Didier wurde am 28. Oktober 1929 von der, mit der Firma Cogne Acciai Speciali verbundenen, Bahngesellschaft Ferrovia Aosta–Pré-St-Didier (FAP) eröffnet. Er ging zusammen mit der Strecke von Aosta in Betrieb und diente als deren Endbahnhof. Am 16. Oktober 1931 wurde er von der italienischen Staatsbahn Ferrovie dello Stato Italiane übernommen.
Mit der Italianisierung der Ortsnamen im Aostatal im Jahr 1940 wurde der Bahnhof in San Desiderio Terme umbenannt. Nachdem die französischen Ortsnamen des Aostatals wiederhergestellt wurden, erhielt er 1946 seinen ursprünglichen Namen wieder.
Nach dem Zweiten Weltkrieg herrschte ein starker Güterverkehr, insbesondere in den Perioden der Transhumanz, als zahlreiche Viehtransporte aus dem unteren Tal und der Gegend von Canavese am Bahnhof entladen wurden.
1968 beschlossen die Ferrovie dello Stato angesichts des rückläufigen Güterverkehrs die Abschaffung der elektrischen Traktion und eine Vereinfachung der Bahnhofsanlagen.
Im Rahmen eines nicht verwirklichten Projekts wurde eine Bahnstrecke zwischen Pré-Saint-Didier und der Bahnstrecke Saint-Pierre-d’Albigny–Bourg-Saint-Maurice durch einen Eisenbahntunnel unter dem Kleinen Sankt Bernhard untersucht.
Die Einrichtung eines Pendelverkehrs zwischen Arvier und Pré-Saint-Didier führte zwischen 1991 und 1992 zu einer weiteren Vereinfachung der Anlagen mit der Stilllegung der meisten Gleise.

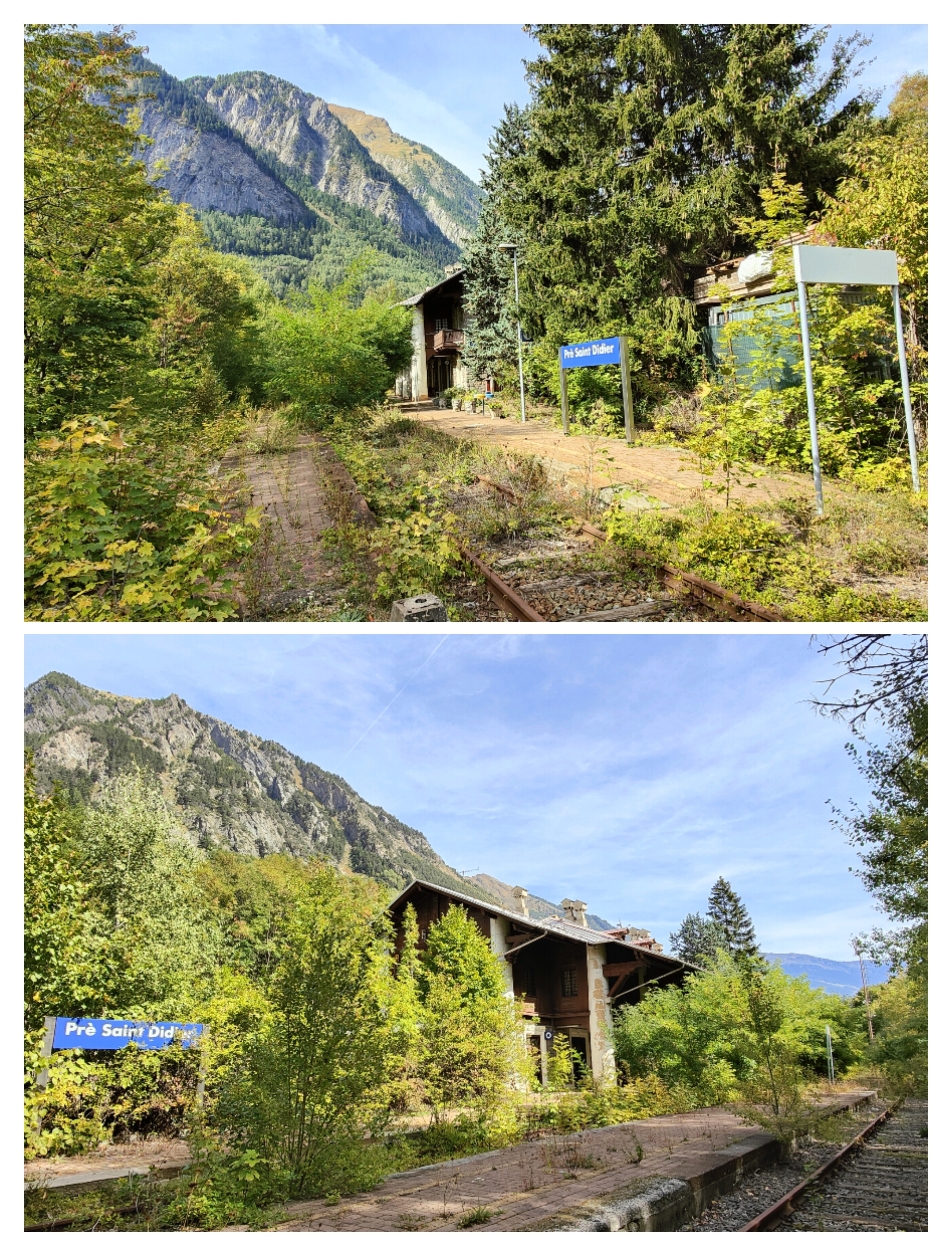
Zustand der Anlagen im September 2022

Seit der Einstellung des Verkehrs sind die Gleis- und Bahnsteiganlagen dem Bewuchs ausgesetzt.

## Infrastruktur
Der Bahnhof ist mit zwei Bahnsteiggleisen ausgestattet, die in einem Ausziehgleis enden. Die Züge hielten in der Regel am Hausbahnsteig.
Die Station wurde von Rete Ferroviaria Italiana in die Kategorie Bronze eingeordnet.
Der Güterbahnhof befand sich an der Seite Richtung Aosta.

### Architektur
Das Empfangsgebäude ist eine Konstruktion aus Holz und Stein, dessen Stil, wie die anderen Stationen der Strecke, auf die L’Ôla verweist und deren Materialien und Morpheme aufgreift. Es besteht aus zwei Etagen: Die erste Etage wird von Privatpersonen und teilweise von einem Restaurant genutzt, während das Erdgeschoss für das Restaurant reserviert ist.

## Verkehr
Der Bahnhof wurde bis zur Verkehrseinstellung am 24. Dezember 2015 von Regionalzügen der Trenitalia bedient. Seither verkehrt ersatzweise eine Buslinie.